# Toila (gemeente)
Toila (Estisch: Toila vald) is een gemeente in de Estische provincie Ida-Virumaa. De gemeente telde 4.268 inwoners op 1 januari 2024 en heeft een oppervlakte van 265,78 vierkante kilometer. De gelijknamige plaats is het bestuurscentrum van de gemeente.
De gemeente ontstond in 2017 uit een fusie tussen de vroegere, kleinere gemeente Toila en de gemeenten Kohtla en Kohtla-Nõmme.

## Bevolking
Hoewel de provincie een Russische meerderheid heeft, vormen de Esten in de gemeente Toila de grootste bevolkingsgroep (cijfers van 31 december 2021):
|            | aantal | percentage |
| ---------- | ------ | ---------- |
| Totaal     | 4.335  | 100,0%     |
| Esten      | 2.786  | 64,3%      |
| Russen     | 1.287  | 30,0%      |
| Oekraïners | 74     | 1,7%       |
| Wit-Russen | 53     | 1,2%       |
| Finnen     | 38     | 0,9%       |
| Overig     | 97     | 2,2%       |

## Indeling
De gemeente omvat één kleine stad (Estisch: alev), twee grotere plaatsen (vlekken, Estisch: alevik) en 26 dorpen (Estisch: küla):
- Kleine stad: Kohtla-Nõmme
- Vlekken: Toila, Voka
- Dorpen: Altküla, Amula, Järve, Kaasikaia, Kaasikvälja, Kabelimetsa, Kohtla, Kohtla-Uueküla, Konju, Kukruse, Martsa, Metsamägara, Mõisamaa, Ontika, Paate, Päite, Peeri, Pühajõe, Roodu, Saka, Servaääre, Täkumetsa, Uikala, Vaivina, Valaste, Vitsiku, Voka.